# Julien Hallard
Julien Hallard est un réalisateur français né en 1974 à Lisieux.

## Biographie
Après des études de sciences politiques à l'Institut d'études politiques de Lille et divers « petits boulots », Julien Hallard a réalisé des courts métrages en autodidacte,, dont Cheveu, récompensé en 2010 par le Prix du meilleur court métrage du Syndicat français de la critique de cinéma,. 
Son premier long métrage, Comme des garçons, est sorti en 2018 .

## Filmographie

### Courts métrages
- 2001 : Brooklyn 02 (coréalisateur : Guillaume Paturel)
- 2002 : Valentine (coréalisateur : Guillaume Paturel)
- 2008 : Meeting Vincent Gallo
- 2009 : Vinyl
- 2010 : Cheveu
- 2012 : Rose, maintenant
- 2014 : People are strange

### Long métrage
- 2018 :  Comme des garçons